# 都川村
都川村（みやこがわむら）は山梨県南巨摩郡にあった村。現在の早川町中心部の西方一帯にあたる。

## 地理
- 山：笊ヶ岳、大金山
- 河川：早川

## 歴史
- 1874年（明治7年）12月 - 巨摩郡京ヶ島村・草塩村・保村・西之宮村・黒桂（つづら）村が合併して都川村となる。
- 1878年（明治11年）7月22日 - 郡区町村編制法の施行により、都川村が南巨摩郡の所属となる。
- 1889年（明治22年）7月1日 - 町村制の施行により、都川村が単独で自治体を形成。
- 1956年（昭和31年）9月30日 - 五箇村・三里村・硯島村・本建村・西山村と合併して早川町が発足。同日都川村廃止。